# David Foster

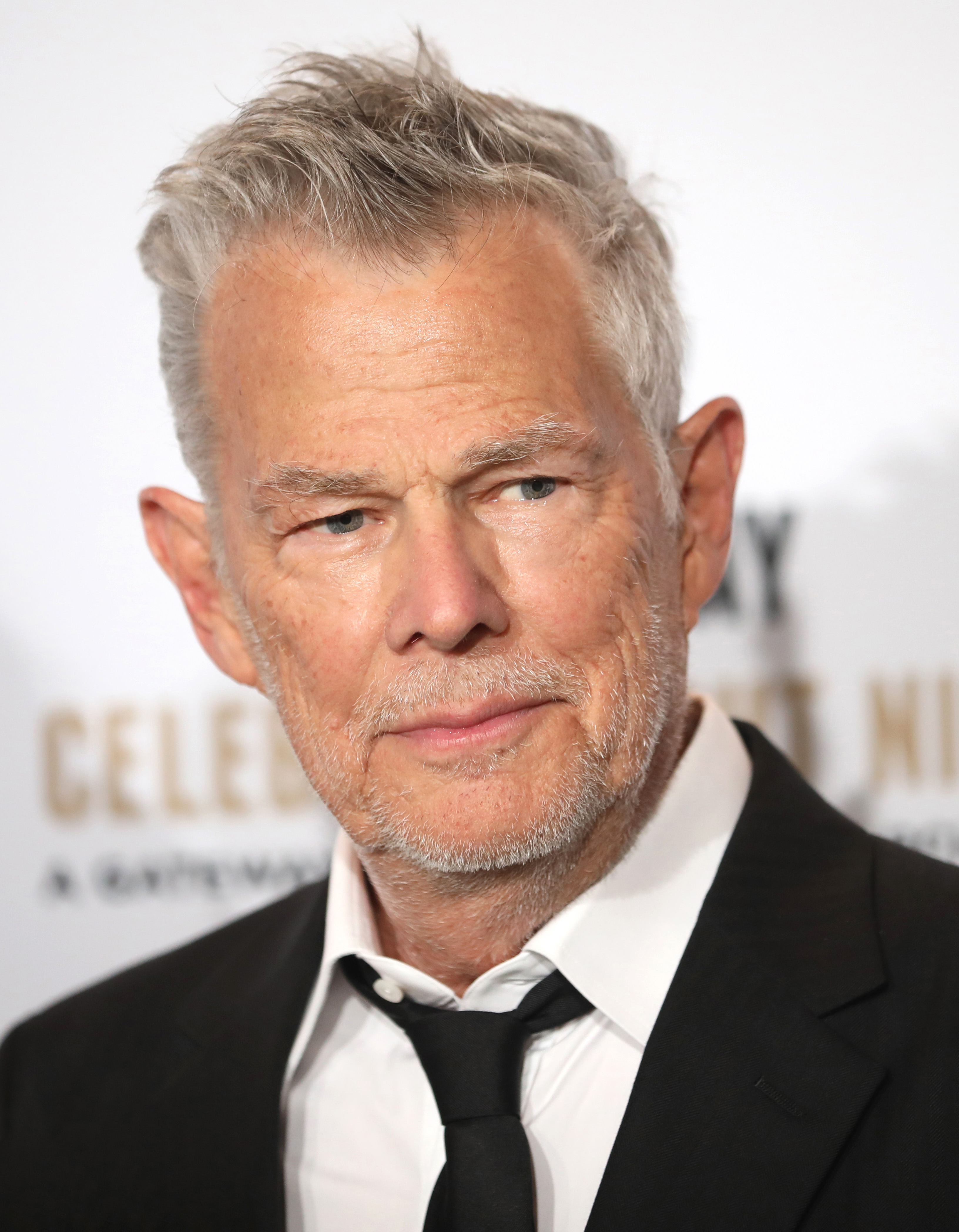
David Foster (2024)

David Walter Foster, OC, OBC (* 1. November 1949 in Victoria, British Columbia) ist ein kanadischer Songwriter, Produzent und Komponist. Er ist 16-facher Grammygewinner und wurde 47-mal nominiert.

## Leben
David Foster wurde 1949 in Victoria als Sohn von Maurice und Eleanor Foster geboren.
1991 heiratete er Linda Thompson, mit der er viele Lieder schrieb (u. a. für den Film Bodyguard, außerdem einige Lieder für die von Foster betreuten Künstler). Es war bereits Thompsons zweite Ehe; mit ihrem Ex-Mann, dem Leichtathleten Bruce Jenner hat sie die Söhne Brody und Brandon Jenner. Die Ehe endete nach dem Ende der Aufnahmen zu der Serie The Princes of Malibu, die im US-Fernsehen lief. Foster war bis 2015 mit Yolanda Foster, Mutter von Gigi Hadid und Bella Hadid, verheiratet.
Seine Töchter sind die Schauspielerinnen Erin und Sara Foster sowie Amy Foster-Gillies, die unter anderem an Michael Bublés Hits Everything und Home sowie Josh Grobans Home To Stay mitschrieb, und Allison und Jordan Foster. Tochter Sara ist seit 2006 mit dem deutschen Tennisprofi Tommy Haas liiert. Von September bis Dezember 2021 nahm Foster zusammen mit seiner Ehefrau Katharine McPhee als „Banana Split“ an der sechsten Staffel der US-amerikanischen Version von The Masked Singer teil, bei der sie den dritten Platz belegten.

## Autorenbeteiligungen und Produktionen
Foster schrieb und/oder produzierte unter anderem für folgende Künstler die Nummer-eins-Hits:
- Chicago – Hard to Say I’m Sorry (Soundtrack von Summer Lovers)
- Peter Cetera – Glory of Love (Soundtrack von Karate Kid II)
- John Parr – Man in Motion (Soundtrack von St. Elmo’s Fire – Die Leidenschaft brennt tief)
- Toni Braxton – Unbreak My Heart (geschrieben von Diane Warren, produziert von David Foster)
- All-4-One – I Swear (geschrieben von Gary Baker und Frank J. Myers, produziert von David Foster)
- Whitney Houston – I Will Always Love You (Soundtrack von Bodyguard geschrieben von Dolly Parton, produziert von David Foster)
- Céline Dion – Because You Loved Me
- Winter Games (Titelsong bei den Olympischen Winterspielen 1988)
- Earth, Wind & Fire – After the Love Has Gone (#2 in USA)

In den 1980er Jahren engagierte sich Foster selbst sehr nachhaltig im Genre der Filmmusik und seine Soundtracks zu Ghostbusters und Footloose wurden mit Platin ausgezeichnet. Auch das von ihm komponierte „Love Theme“ aus dem Film St. Elmo’s Fire – Die Leidenschaft brennt tief machte ihn weltweit berühmt, sein Lied I Have Nothing aus dem Film Bodyguard wurde für einen Oscar nominiert.

## Produktionen
Foster produzierte die Debüt-CDs von Josh Groban, Renee Olstead, The Corrs und Michael Bublé. Außerdem wurde er als „executive producer“ („ausführender Produzent“) bei John Stevens’ erstem Album Red vermerkt. Zudem schrieb er zusammen mit seiner damaligen Frau Linda Thompson den offiziellen Song der Olympischen Spiele 1996 The Power of the Dream (gesungen von Céline Dion) und für die Olympischen Winterspiele 1988 Winter Games (Cant’ You Feel It) sowie 2002 (Light the Fire Within, gesungen von Leann Rimes).
David Foster ist auch der Produzent, Pianist und Entdecker des kanadischen Jazz-Sängers Michael Bublé. Das erste Kopfalbum der „singing sensation“ des neuen Swing produzierte er zusammen mit Humberto Gatica, Johnny Mandel und Paul Anka.
Josh Groban wurde von Foster 1998 engagiert, als er für die Inaugurationsfeier des Gouverneurs von Kalifornien einen Sänger suchte und Groban ihm Demomaterial zuschickte.

## Skylark
Als Keyboarder hatte Foster im Jahr 1972 mit der Band Skylark den Hit Wildflower, der in den kanadischen Charts die Nummer 1 wurde.
Die Gruppe bestand zunächst aus Sängerin B. J. Cook, Foster, Gitarrist Doug Edwards, Drummer Duris Maxwell, Percussionspieler Carl Graves, Sänger Donny Gerrard und Bassist Steven Pugsley. Die Mitglieder wechselten allerdings öfter; auch Kat Hendricks, Brian Hilton, Allan Mix, John Verner und Norman McPherson gehörten der Gruppe während der Bandjahre an.

## Auszeichnungen
- drei Grammys als Produzent des Jahres, insgesamt 16 Grammy-Awards und 47 Nominierungen
- Emmy für Kompositionen des Konzerts zum Weltkindertag
- BMI-Songwriter des Jahres
- Golden Globe für The Prayer (Josh Groban im Duett mit Charlotte Church)
- Aufnahme in die Canadian Music Hall of Fame 1998[2]

## Diskografie

### Studioalben
| Jahr | Titel                                   | Höchstplatzierung, Gesamtwochen, AuszeichnungChartsChartplatzierungen (Jahr, Titel, Platzierungen, Wochen, Auszeichnungen, Anmerkungen) | Anmerkungen                         |
| Jahr | Titel                                   | US | Anmerkungen                         |
| ---- | --------------------------------------- | --- | ----------------------------------- |
| 1986 | David Foster                            | US195 (3 Wo.)US | Erstveröffentlichung: Juni 1986     |
| 1988 | The Symphony Sessions                   | US111 (8 Wo.)US | Erstveröffentlichung: Februar 1988  |
| 1993 | The Christmas Album                     | US48 (5 Wo.)US | Erstveröffentlichung: Dezember 1993 |
| 2008 | Hit Man: David Foster & Friends         | US46 (22 Wo.)US | Erstveröffentlichung: November 2008 |
| 2011 | Hit Man Returns: David Foster & Friends | US108 (3 Wo.)US | Erstveröffentlichung: März 2011     |

Weitere Veröffentlichungen
- 1972: Skylark
- 1974: Skylark 2
- 1980: Airplay
- 1985: The Best of Me
- 1989: Time Passing
- 1990: River of Love
- 1991: Rechordings
- 1992: A Touch Of David Foster
- 1994: Love Lights The World
- 1996: A Touch of China
- 2000: The Best Of Me: A Collection of David Foster’s Greatest Works
- 2002: Love Stories
- 2010: The Magic of David Foster & Friends
- 2012: The Best of Celine Dion & David Foster (mit Celine Dion)
- 2015: The Many Sides of David Foster
- 2019: An Intimate Evening with David Foster
- 2020: Eleven Words

### Singles
| Jahr | Titel Album                                              | Höchstplatzierung, Gesamtwochen, AuszeichnungChartsChartplatzierungen (Jahr, Titel, Album, Platzierungen, Wochen, Auszeichnungen, Anmerkungen) | Anmerkungen                                            |
| Jahr | Titel Album                                              | US | Anmerkungen                                            |
| ---- | -------------------------------------------------------- | --- | ------------------------------------------------------ |
| 1985 | Love Theme From St. Elmo’s Fire St. Elmo’s Fire (O.S.T.) | US15 (22 Wo.)US | Erstveröffentlichung: August 1985                      |
| 1986 | The Best of Me David Foster                              | US80 (8 Wo.)US | Erstveröffentlichung: Juni 1986 mit Olivia Newton-John |
| 1988 | Winter Games Time Passing                                | US85 (3 Wo.)US | Erstveröffentlichung: Februar 1988                     |

Weitere Singles
- 1986: Who's Gonna Love You Tonight
- 1991: River of Love
- 2001: O Canada (mit Lara Fabian)
- 2003: Teko’s Theme (mit Nita Whitaker)

## Filmografie (Auswahl)
- 1985: St. Elmo’s Fire – Die Leidenschaft brennt tief (St. Elmo’s Fire)
- 1987: Das Geheimnis meines Erfolges (The Secret of My Succe$s)
- 1988: Katies Sehnsucht (Stealing Home)
- 1988: Zärtliche Liebe (Fresh Horses)
- 1989: Die große Herausforderung (Listen to Me)
- 1991: Teen Agent – Wenn Blicke töten könnten (If Looks Could Kill)
- 1991: Selbstjustiz – Ein Cop zwischen Liebe und Gesetz (One Good Cop)